# Khadr El-Touni
Khadr Sayed El-Touni (Cairo, 15 de março de 1915 – Heluã, Al-Qahira, 25 de setembro de 1956) foi um halterofilista egípcio.
El-Touni foi campeão olímpico em 1936, na categoria até 75 kg, e depois da II Guerra Mundial, conquistou três ouros em campeonatos mundiais. Ainda em 1951 ele conquistou uma medalha de bronze. Ficou em quarto nos halterofilismo nos Jogos Olímpicos de 1948, na categoria até 75 kg.
Ele também estabeleceu diversos recordes mundiais, 16 ao todo, especialmente no desenvolvimento (ou prensa militar, movimento-padrão abolido em 1973), com dez marcas, ainda quatro no arranque e dois no arremesso, na categoria até 75 kg.
Morreu num acidente doméstico por eletrocução.